# Adolf Jensen (tonsättare)
Adolf Jensen, född 12 januari 1837, död 23 januari 1879, var en tysk tonsättare.
Jensen studerade för bland andra Franz Liszt och Niels W. Gade men var huvudsakligen autodidakt. Han verkade som kapellmästare i Posen och musiklärare i Königsberg och Berlin. I sina kompositioner, i synnerhet sångerna och pianoverken, bland andra Innere Stimmen, Wanderbilder, Idyllen, Hochzeitmusik, framträdde Jensen som en ovanligt känslofull, poetisk musikernatur. Trots anknytning till Robert Schumanns romantik använde han, i synnerhet i det melodiska, ett eget tonspråk.